# Міжнародний вегетаріанський союз
Міжнародний вегетаріанський союз, IVU (англ. International Vegetarian Union) — міжнародна громадська організація, мета якої — популяризація вегетаріанства. Була заснована в 1908 році в Дрездені, Німеччина.
Організацією керує Міжнародна рада та волонтери, які обираються Member Societies на кожному World Vegetarian Congress.
Членами організації можуть бути континентальні (такі як EVU, VUNA, NAVS) або місцеві та інші регіональні організації, головною метою яких є просування вегетаріанства і підтримка вегетаріанського способу життя (наприклад, EarthSave).